# سالمسون
سالمسون (انگلیسی: Salmson) شرکت خودروسازی فرانسوی بود، که در سال ۱۸۹۰ توسط امیل سالمسون تأسیس شد.